# Emil Tiedemann

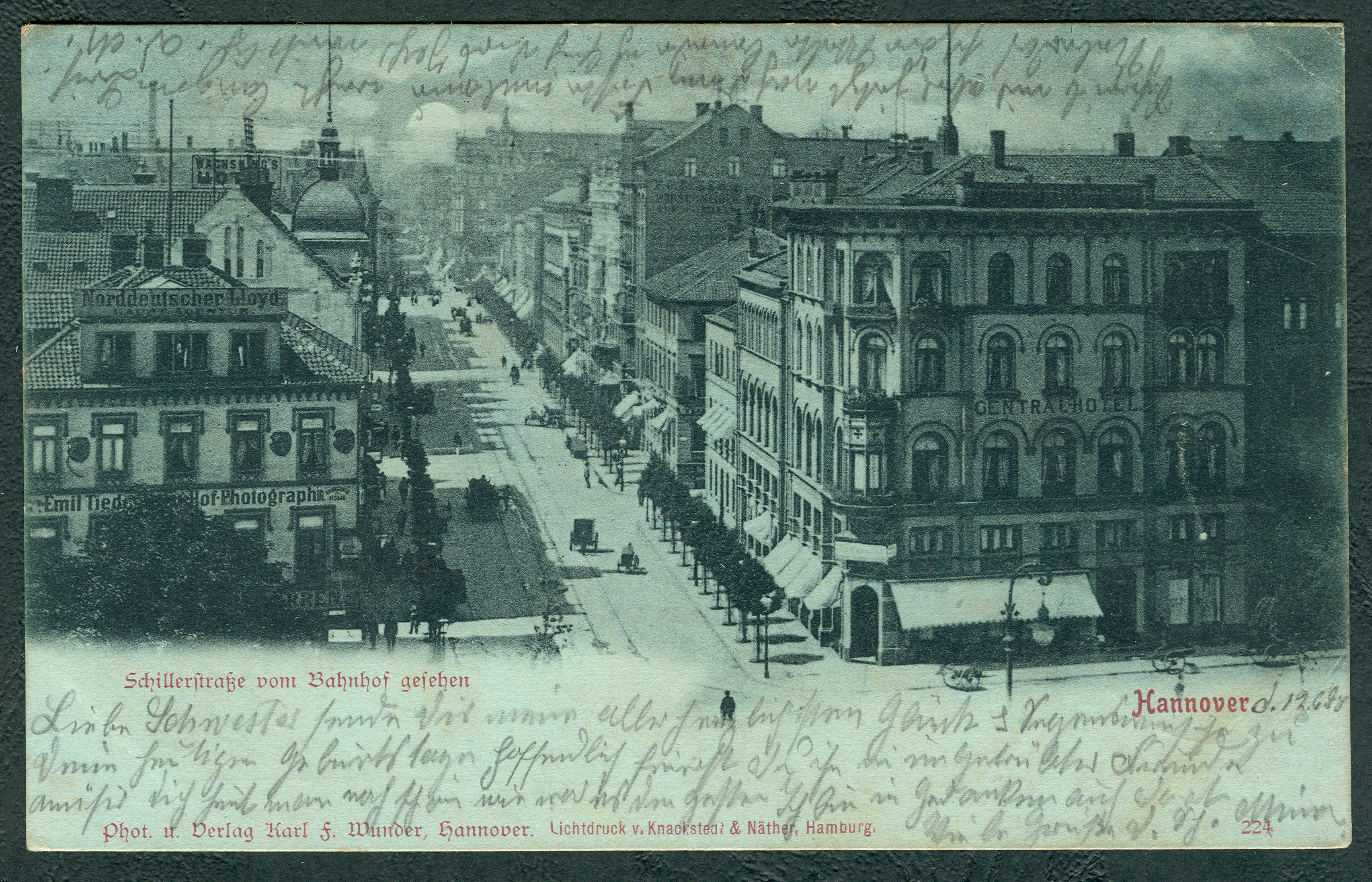
Atelier des Hof-Fotografen Schillerstraße/Ecke Ernst-August-Platz;
Ansichtskarte 224 (Mondscheinkarte) von Wunder, um 1898

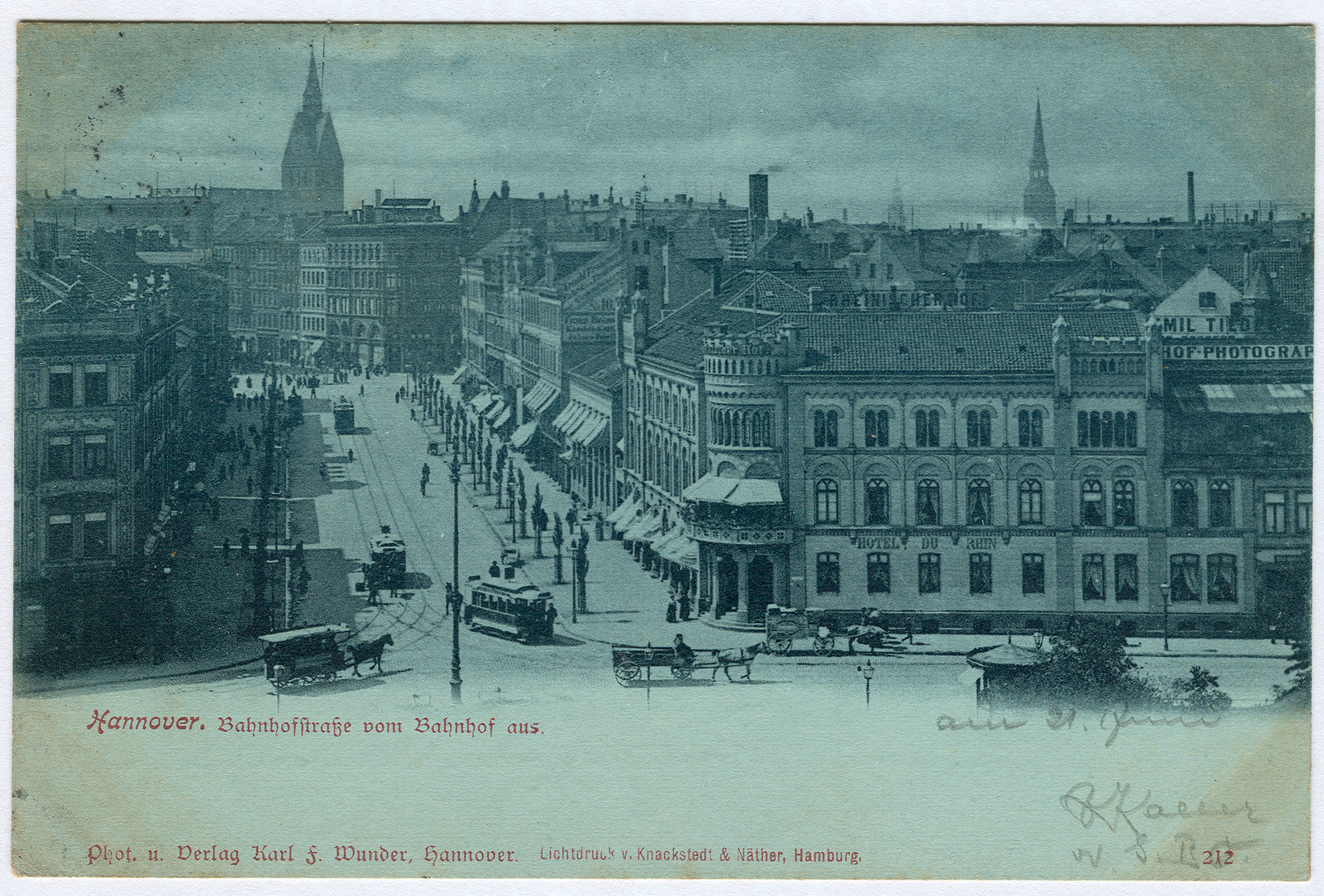
Schriftzug Emil Tiedemann (Mitte rechts) auf einem zweiten Gebäude am Platz;
Karte 212 von Wunder; Blick vom Dach des Hauptbahnhofs in die Bahnhofstraße, um 1898

Emil Ferdinand Tiedemann (* vor 1858; † wohl 1892) war ein deutscher Fotograf. Er führte von 1859 bis 1892 ein Atelier in Bremen und besaß in Brake, Braunschweig, Dessau und Hannover Filialen.

## Leben
Tiedemann ist erstmals 1857 als „Daguerreotypist“ in Bremen nachweisbar, er heiratete 1858 Anna Christine Herzog aus der gleichnamigen Bremer Fotografenfamilie und übernahm 1859 das Atelier des Johannes Carl Herzog am Richtweg 12. Es bestand dort bis 1892. Mehrere Filialen blieben über diesen Zeitpunkt hinaus unter seinem Namen bestehen: Bekannt sind Ateliers in Brake an der Weser, Braunschweig und Hannover.
Ihre Kundschaft fanden diese Ateliers vor allem in der Oberschicht, mehrfach wurden Tiedemann und seine Nachfolger von verschiedenen regierenden Häusern mit dem Titel „Hoflieferant“ ausgezeichnet.
Nach seinem Tod führte seine Witwe Anna Tiedemann das Bremer Atelier nur wenige Monate weiter, 1893 wird es von der Firma „Müller & Pilgram, E. Tiedemann Nachf.“ übernommen. Anna Tiedemann übernahm spätestens 1897 die Filiale in Hannover, die sich später in der Georgstraße 14 befand und bald darauf von dem Fotografen Edmund Lill übernommen wurde.

## Auszeichnungen und Titel
Im Jahr 1868 erhielt Emil Tiedemann auf der „zweiten Ausstellung photographischer Arbeiten“ in Hamburg eine „Silberne Medaille“ für Porträts. Im selben Jahr wurde ihm in Bremen eine silberne Medaille verliehen. 1876 erhielt er sowohl das „Goldene Kreuz“ der Stadt Utrecht als auch eine Auszeichnung der Lutherstadt Eisenach in Thüringen und in Sydney.
Emil Tiedemann war Hoffotograf
- der Prinzessin Friedrich Carl von Preussen (Marie von Sachsen-Weimar-Eisenach),[10]
- der Herzogin Agnes von Sachsen-Altenburg,[10]
- des Herzogs Maximilian Emanuel von Bayern,[10]
- und der Prinzessin Albrecht von Preussen (Marie von Sachsen-Altenburg),[10]

## Ateliers
Außer dem Atelier in Bremen sind folgende Filialen bekannt:
- In Dessau eine Zweigstelle unter der Adresse Akensche Str. 4.[3]
- In Brake zwischen 1866 und 1876.[3]
- Um 1898 betrieb Tiedemann ein Atelier direkt vor dem Hauptbahnhof von Hannover am Ernst-August-Platz 5/Ecke Schillerstraße;[10][11] die Unternehmens-Räumlichkeiten waren in zwei nebeneinanderliegenden Gebäuden untergebracht.[12]
- Ebenfalls um 1898 war in derselben Stadt ein „elegantes photographisches Atelier“ im Eckgebäude  Georgstraße/Ecke Karmarschstraße, direkt am Kröpcke bekannt.[5] Der damalige Neubau gehörte Wilhelm Brackebusch; das während der Luftangriffe auf Hannover zerstörte Gebäude fand mit dem Europa-Haus einen Nachfolger.[13]
- Ein früheres Atelier in Braunschweig, Am Bohlweg 66, hatte Tiedemann offensichtlich an einen Nachfolger verkauft: Das Geschäft wurde 1899 unter dem Namen von Emil Tiedemann von einem anderen Inhaber,[14] H. Zieger, betrieben.[4]